# Marianne Williamson
Marianne Deborah Williamson (Houston, 1952. július 8. –) amerikai író, politikus és 2020-as, illetve 2024-es elnökjelölt. Tizennégy könyvet írt, amik közül négy is New York Times-bestseller lett. Ezek mellett a Project Angel Food, ami életveszélyes betegségekben, AIDS-ben szenvedő embereknek segít és a Peace Alliance nonprofit oktatási szervezet alapítója.
2014-ben független jelöltként indult Kalifornia 33. szavazókerületében a megüresedett képviselőházi székért, de kampánya sikertelen volt.
2019. január 9-én bejelentette, hogy demokrata jelöltként indul a 2020-as elnökválasztáson, de 2020. január 10-én fel kellett függesztenie kampányát, amit követően Bernie Sanders-t kezdte támogatni februártól kezdve. 2023. február 23-án bejelentette, hogy tervez indulni a 2024-es demokrata előválasztáson is, Joe Biden első hivatalos kihívójaként. Március 4-én indította el kampányát.

## Munkái
- A Return to Love (1992). ISBN 978-0060927486
- A Woman's Worth (1993). ISBN 978-0345386571
- Illuminata – A Return to Prayer (1994). ISBN 978-1573225205
- Emma & Mommy Talk to God (1996). ISBN 978-0060799267
- Healing the Soul of America – Reclaiming Our Voices as Spiritual Citizens (1997). ISBN 978-0684846224
- Enchanted Love – The Mystical Power of Intimate Relationships (1999). ISBN 978-0684870250
- Imagine What America Could Be in the 21st Century – Visions of a Better Future from Leading American Thinkers (2000). ISBN 0451204697
- Everyday Grace – Having Hope, Finding Forgiveness, And Making Miracles (2002). ISBN 978-1573223515
- The Gift of Change (2004). ISBN 0060816112
- A Course in Weight Loss – 21 Spiritual Lessons for Surrendering Your Weight Forever (2010). ISBN 1401921531
- The Law of Divine Compensation – On Work, Money and Miracles (2012). ISBN 0062205412
- Tears to Triumph – The Spiritual Journey from Suffering to Enlightenment (2016). ISBN 978-0062205445
- A Politics of Love – A Handbook for a New American Revolution (2019). ISBN 0062873938